# Schoenobius latignathosius
Schoenobius latignathosius là một loài bướm đêm trong họ Crambidae.